# 루프 양자 우주론
루프 양자 우주론은 수축하는 우주 가지와 확장하는 우주 가지 사이의 "양자 다리"를 예측하는 루프 양자 중력의 유한 대칭 축약 모형이다.
루프 양자 우주론에서는 루프 양자 중력의 양자 기하학 효과가 두드러진 역할을 수행한다는 특징이 있다. 특히 양자 기하학은 작은 시공간 곡률에서는 완전히 무시할 수 있지만, 플랑크 영역에서는 아주 빠르게 증가하는 완전히 새로운 반발력을 생성하여 고전적인 중력 인력을 압도하여 일반 상대성 이론의 중력 특이점을 해결한다. 일단 중력 특이점이 해결되면 우주론의 개념적 패러다임이 바뀌고 "지평선 문제"와 같은 많은 표준 문제를 새로운 관점에서 다시 검토해야 한다.
루프 양자 중력은 리만 기하학의 특정 양자 이론을 기반으로 하기 때문에 기하학적 관측 가능 항목은 양자 동역학에서 중요한 역할을 하는 근본적인 이산성을 표현한다. 루프 양자 우주론의 예측은 양자 기하동역학의 예측과 아주 유사하다. 플랑크 영역에서 밀도와 곡률이 일단 플랑크 척도에 들어가면 극적인 차이가 있다. 루프 양자 우주론에서 빅뱅은 양자 바운스로 대체된다.
루프 양자 우주론에 대한 연구는 우주 급팽창에 대한 가능한 메커니즘의 출현, 중력 특이점의 해결, 효과적인 반-고전 해밀토니언의 개발을 포함하여 많은 성공을 거두었다.
이 분야는 1999년 마틴 보조발트에 의해 시작되었으며 특히 압하이 아쉬테카르 및 예지 레반도프스키, Tomasz Pawłowski 및 Parampreet Singh 등에 의해 더욱 발전되었다. 2012년 말에 루프 양자 우주론은 물리학 분야에서 아주 활발한 분야로 나타났으며 해당 주제에 대한 약 300편의 논문이 문헌에 발표되었다. 최근 카를로 로벨리 등의 루프 양자 우주론와 스핀 거품 우주론 관련 작업도 있었다.
그러나 루프 양자 우주론에서 얻은 결과들은 전체 이론에서 큰 양자 변동을 가질 수 있는 자유도의 인공적 억제로 인해 절단된 고전 이론이 전체 이론의 실제 동작을 표시하지 않을 수 있다는 일반적인 제한을 받는다. 루프 양자 우주론의 중력 특이점 회피는 이러한 제한적 모형에서만 사용할 수 있는 메커니즘에 의한 것이며 전체 이론에서의 중력 특이점 회피는 여전히 얻을 수 있지만 루프 양자 중력의 더 미묘한 기능에 의해 얻어질 수 있다고 주장되어 왔다.

## 루프 양자 우주론의 빅 바운스
양자 기하학으로 인해, 빅뱅은 물질 내용에 대한 가정이나 미세 조정 없이 빅 바운스로 대체된다. 루프 양자 우주론의 중요한 특징은, 저변에 깔린 양자 진화에 대한 효과적인 시공간 설명이다. 유효 동역학 접근법은 루프 양자 우주론에서 플랑크 규모와 초기 우주에서 물리학을 설명하기 위해 광범위하게 사용되었다. 정밀한 수치 시뮬레이션은 전체 루프 양자 역학에 대한 탁월한 근사치를 제공하는 유효 동역학의 유효성을 확인했다. 상태가 늦은 시간에 아주 큰 양자 요동을 갖는 경우에만, 즉 일반 상대성 이론에 의해 설명된 거시적 우주로 이어지지 않는다는 것을 의미하며, 효과적인 역학은 바운스 근처의 양자 역학과 후속 진화에서 벗어남을 나타낸다. 이러한 경우 유효 동역학은 바운스에서 밀도를 과대 평가하지만 여전히 정성적 측면을 아주 잘 포착한다.

## 규모 불변 루프 양자 우주론
물질이 있는 배경에 깔린 시공간 기하학이 시간의 문제, 이미르지 모호성 및 기본적 커플링의 계층 문제를 해결하기 위해 제안된 규모 불변성을 가지면, 그 결과 루프 양자 기하학에는 명확한 이산 간격 또는 최소 크기가 없다. 결과적으로 규모 불변 루프 양자 우주론에서 빅뱅은 양자 바운스로 대체되지 않는 것으로 나타났다.

## 같이 보기
- 루프 양자 중력
- 순환 모형
- 딜라톤